# Julie Hesmondhalgh
Julie Hesmondhalgh, född 25 februari 1970 i Accrington, Lancashire, är en brittisk skådespelare.
Hesmondhalgh har bland annat medverkat i TV-serierna Coronation Street (1998-2014), Cucumber från 2015, Broadchurch från 2017, The Pact från 2021 och Älska igen från 2023.

## Filmografi (i urval)
- 1998-2014: Coronation Street
- 2015: Cucumber
- 2017: Broadchurch
- 2021: The Pact
- 2023: Älska igen